# Vincenzo Consolo

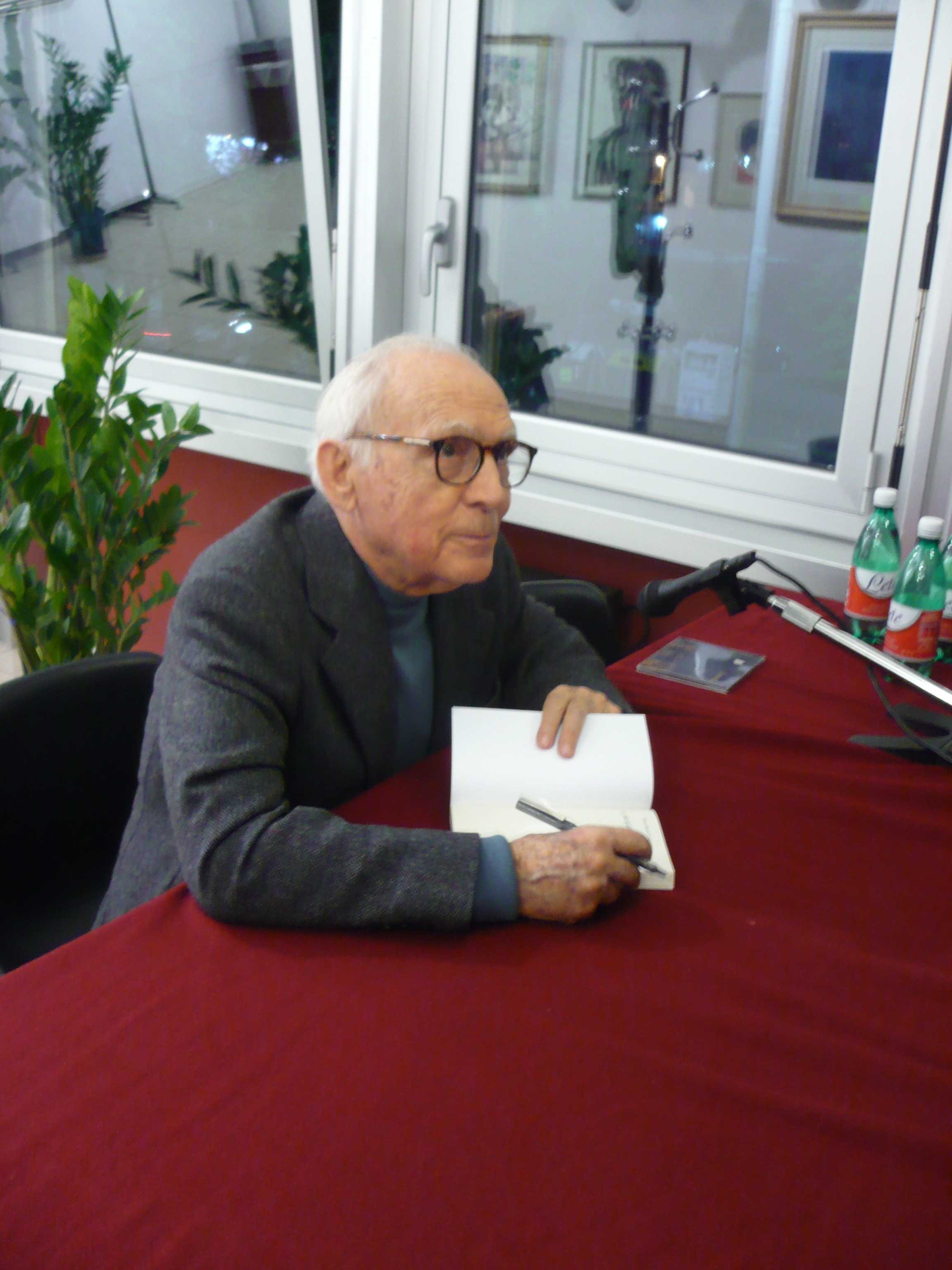
Vincenzo Consolo, 2010

Vincenzo Consolo (* 18. Februar 1933 in Sant’Agata di Militello bei Messina; † 21. Januar 2012 in Mailand) war ein italienischer Schriftsteller.

## Leben und Wirken
1992 erhielt er für seinen Roman Nottetempo, casa per casa (dt. Bei Nacht, von Haus zu Haus) den Premio Strega.
Am 20. Juni 2007 verlieh ihm die Universität Palermo die Ehrendoktorwürde (laurea honoris causa in Filologia moderna). Für die lectio magistralis hat Consolo als Thema Due poeti prigionieri in Algeri. Miguel de Cervantes e Antonio Veneziano gewählt.
Mit seinem Romanerstling La ferita dell'aprile aus dem Jahre 1963 (deutsch:„Die Wunde im April“) wurde er nicht nur in Italien, sondern später auch in Deutschland bekannt und konnte mit dem „Lächeln des unbekannten Matrosen“ seinen Ruf als großer Stilist und Moralist festigen. Consolo verarbeitet seine auf Sizilien gesammelten Erfahrungen in Romanen und Erzählungen, in Gedichten und Reiseberichten.
Seit 1969 lebte Consolo in Mailand.

## Werke
- Die Wunde im April. Roman. Suhrkamp, Frankfurt/M. 1990, ISBN 3-518-01977-5
- Das Lächeln des unbekannten Matrosen. Roman. Suhrkamp, Frankfurt/M. 1996, ISBN 3-518-39104-6
- Die Steine von Pantalica. Sizilianische Geschichten. Suhrkamp, Frankfurt/M. 1996, ISBN 3-518-40813-5
- Bei Nacht, von Haus zu Haus. Roman. Folio Verlag, Wien/Bozen 2003, ISBN 978-3-85256-250-6
- Retablo. Roman. Folio Verlag, Wien/Bozen 2005, ISBN 978-3-85256-314-5
- Palermo. Der Schmerz. Roman. Folio Verlag, Wien/Bozen 2008, ISBN 3-85256-446-8

## Kritik
Sein Roman Bei Nacht, von Haus zu Haus spielt im faschistisch beherrschten Sizilien in den 1920er Jahren und beinhaltet Aleister Crowleys mehrjährigen Aufenthalt in Cefalù. In einer Kritik der SZ vom 16. März 2004 heißt es: „Der 1933 auf Sizilien geborene Autor, der in Deutschland mit den Romanen „Die Wunde im April“ und „Das Lächeln des unbekannten Matrosen“ bekannt wurde, verweigert sich radikal der Romanform und jedem konventionellen Sprachgebrauch ... Er erfindet die desavouierte, abgenutzte und missbrauchte Sprache wieder neu, bezeichnet die Dinge wie bei ihrem ersten Anblick, so in den vielen Beschreibungen von Artefakten, Bildern und Bauwerken, die eine versunkene sizilianische Welt wiederaufleben lassen.“